# 16479 Paulze
16479 Paulze è un asteroide della fascia principale. Scoperto nel 1990, presenta un'orbita caratterizzata da un semiasse maggiore pari a 2,9826721 UA e da un'eccentricità di 0,1057758, inclinata di 10,39758° rispetto all'eclittica.
L'asteroide è dedicato alla pittrice francese Marie-Anne Pierrette Paulze.